# Maciej Wierzbiński (pisarz)
Maciej Roman Wierzbiński (ur. 1862 w Poznaniu, zm. 15 stycznia 1933 w Warszawie) – polski dziennikarz i pisarz.

## Życiorys
Syn Władysława, publicysty i poznańskiego posła. studiował w Berlinie i Antwerpii, a potem w Londynie. Tu zaczął pisać, po angielsku, publikując artykuły w tygodnikach i miesięcznikach. Był dziennikarzem, który pisał również powieści, nowele i dramaty. W 1900 roku wrócił do kraju i był redaktorem tygodnika „Praca” w Poznaniu i „Dziennika Kujawskiego” w Inowrocławiu. W okresie tym założył Klub Wioślarski z roku 1904 w Poznaniu.
Za pisanie artykułów o tematyce antyniemieckiej został skazany w 1906 roku na 2 lata więzienia we Wronkach. Po wyjściu z więzienia  przeniósł się do Warszawy  zostając współpracownikiem „Słowa”. Negatywne doświadczenia z władzami niemieckimi wpłynęły też na jego twórczość, w której często pojawiały się akcenty skierowane przeciwko zaborcy.
W 1932 roku otrzymał nagrodę literacką  im. Elizy Orzeszkowej za całokształt twórczości.

## Wybrane utwory
Powieści
- Kniaź i księżna, 1908;
- Wiosna ludów, 1919[3]
- Stach Wichura, 1920
- Pękły okowy
- Atak sępów: powieść z 1935 roku, 1931; (powieść antycypująca atak Niemiec na Polskę)

Sztuki historyczne:
- Szpieg pruski, 1914;
- Kajzer Wilhelm II, 1931

Utwory o tematyce współczesnej
- powieści Oaza miłości, 1911[4]
- Dolar i spółka, 1918[5]
- Wielka gra, 1927[6]
- komedia Hrabina Olesia, 1929

Sprawę stosunków polsko-niemieckich w Poznańskiem poruszał też w tomie nowel W przeklętym domu z 1908.
Angażował się również politycznie, pisząc broszury dotyczące polskości Śląska, Wielkopolski i Warmii. Po II wojnie światowej jego książki nie były wznawiane i pisarz został w dużej mierze zapomniany.